# Ranganathan
Shiyali Ramamrita Ranganathan (Sirkazi, Tamil Nadu, 9 de agosto de 1892-Bangalore, 27 de septiembre de 1972) fue un matemático y bibliotecario de origen indio. Fue el creador de la clasificación colonada o facetada. Es considerado el padre de la biblioteconomía de la India.

## Biografía
Fue profesor de matemáticas en la Universidad de Madrás. Más tarde obtuvo la plaza de bibliotecario de esta universidad y se le encomendó la tarea de organizar los fondos de su biblioteca. Con el fin de ampliar su formación bibliotecaria fue enviado a estudiar las más modernas técnicas al University College de Londres, el único lugar de Gran Bretaña en el que, en esa época, era posible seguir estudios universitarios de biblioteconomía. En sus estudios aplicó su mentalidad matemática, interesándose por la cuestión de las clasificaciones bibliotecarias. Pronto fue consciente de las debilidades del sistema decimal, ejemplificado en la Clasificación Decimal de Dewey, (DDC). Para solventarlas desarrolló su célebre sistema clasificatorio, que perfeccionó a su regreso a Madrás. Se trata del primer sistema de clasificación basado en el principio analítico-sintético.
Como consecuencia de su estancia en el exterior, tomó conciencia de la inmensa importancia de las bibliotecas para el desarrollo cultural y educativo de los pueblos, y a su regreso a la India fundó la Madras Library Association, al tiempo que abogó de manera incansable por la creación de bibliotecas públicas por todo el territorio y por la creación de una biblioteca nacional en su país.
Después de veinte años como bibliotecario en Madrás, se vio abocado a renunciar a su puesto por divergencias con la dirección de la Universidad. En 1945 aceptó un puesto de profesor de biblioteconomía en Banaras Hindu University de Benarés.
De 1944 a 1953 dirigió la Indian Library Association y, tras una estancia de dos años en Zúrich que le sirvió para desarrollar sus vínculos con la biblioteconomía europea y difundir su sistema de clasificación, regresó a Bangalore desde donde contribuyó decisivamente al desarrollo de los estudios teóricos de biblioteconomía y documentación en la India. Su mayor logro fue la creación del Documentation Research and Training Centre de Bangalore en 1962, del que fue director honorario durante cinco años. Como reconocimiento a su meritoria labor, en 1965 fue honrado por el Gobierno de su país con el título de National Research Professor.
En 1972, falleció como resultado de las complicaciones de una bronquitis.

## La clasificación colonada
Está basada en el uso de facetas y su nombre proviene del uso del carácter ":", colon en inglés. Su uso está difundido sobre todo en la India, encontrando una barrera muy importante a su implantación por su relativa complejidad.
La Colon Classification utiliza 42 clases principales que se combinan con otras letras, números y marcas.
Además usa cinco categorías primarias, las facetas, para precisar mejor la clasificación de un documento, es lo que se conoce como: 'PMEST'.
- Personalidad
- Materia
- Energía
- Espacio
- Tiempo

## Las cinco leyes de la biblioteconomía
Además de su famosísima clasificación, su otra gran aportación teórica al campo de la biblioteconomía y la documentación, que le ha hecho universalmente conocido en este campo, fue la formulación de sus cinco célebres leyes:
1. Los libros están para usarse.
2. A cada lector su libro.
3. A cada libro su lector.
4. Hay que ahorrar tiempo al lector.
5. La biblioteca es un organismo en crecimiento.

Desde su formulación en 1931, estas leyes han influido notablemente en la evolución de la disciplina bibliotecaria y se han convertido en un sólido referente moral para todos los profesionales de las bibliotecas.